# MPL 85
De MPL 85 is een type metrostel geproduceerd door Alstom dat gebruikt wordt op lijn D van de metro van Lyon. 'MPL 85' staat voor 'Métro Pneumatique Lyon 1985' (Bandenmetro Lyon 1985). Zoals de naam al zegt rijden de typische oranje treintjes op banden. Een andere karakteristiek van dit model is dat hij volledig geautomatiseerd is: er zit geen bestuurder in de metrostellen en op zijn plaats zijn er bankjes waar passagiers kunnen gaan zitten.

## Geschiedenis
De MPL 85 is in 1985 bij Alstom besteld voor de dan in aanbouw zijnde lijn D. Vanaf 1988 worden de treinstellen geleverd, 36 in totaal. Tussen de opening van de lijn op 4 september en 31 augustus 1992 werden de metrostellen nog handmatig bestuurd, sindsdien rijden ze volledig geautomatiseerd.

## Specificaties
Elk metrostel bestaat uit twee gemotoriseerde rijtuigen. Deze zijn genummerd van 301-376. Die in de richting Gare de Vaise hebben even nummer, die richting Gare de Vénissieux een oneven nummer.

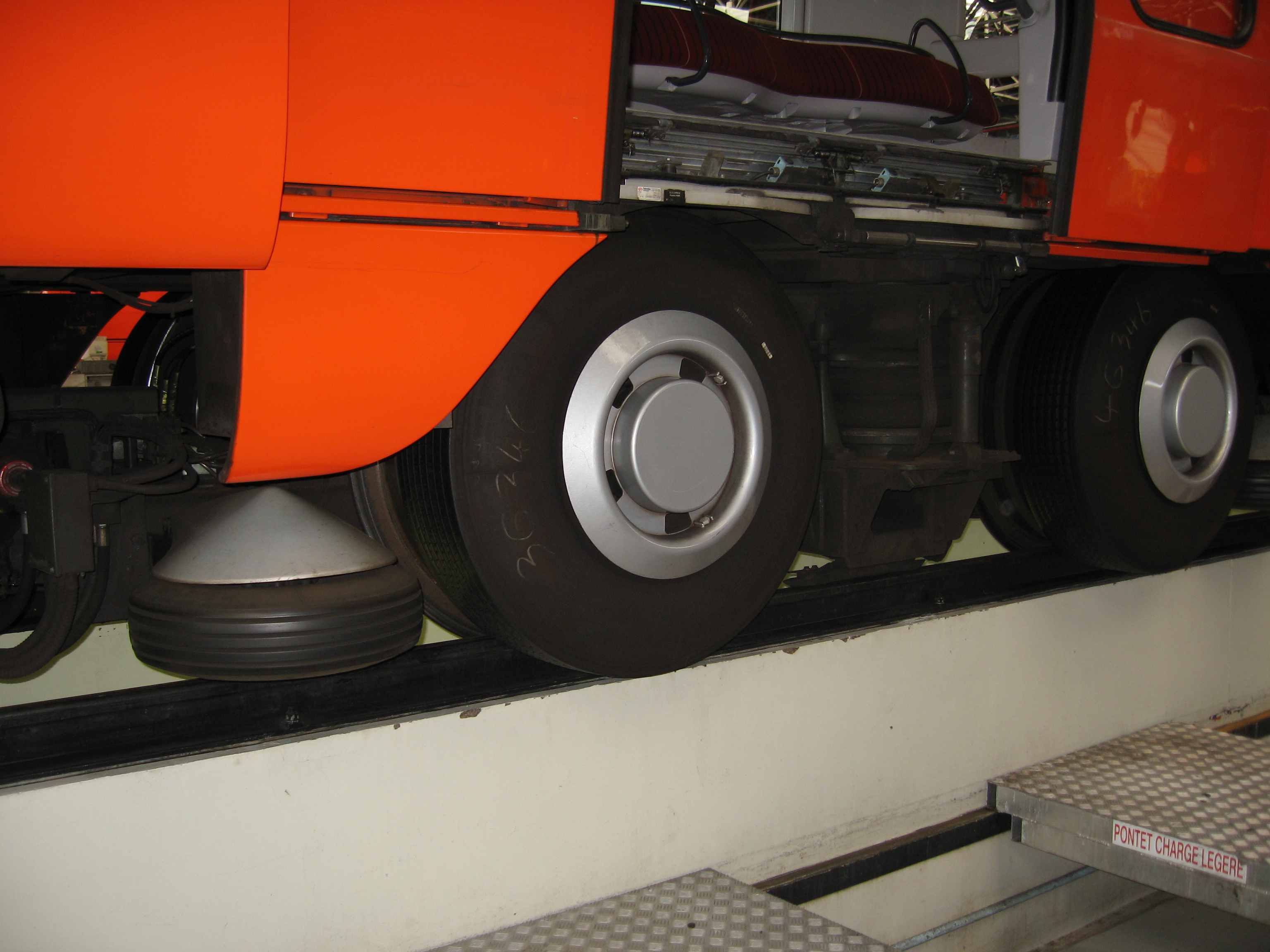
Draaiblok

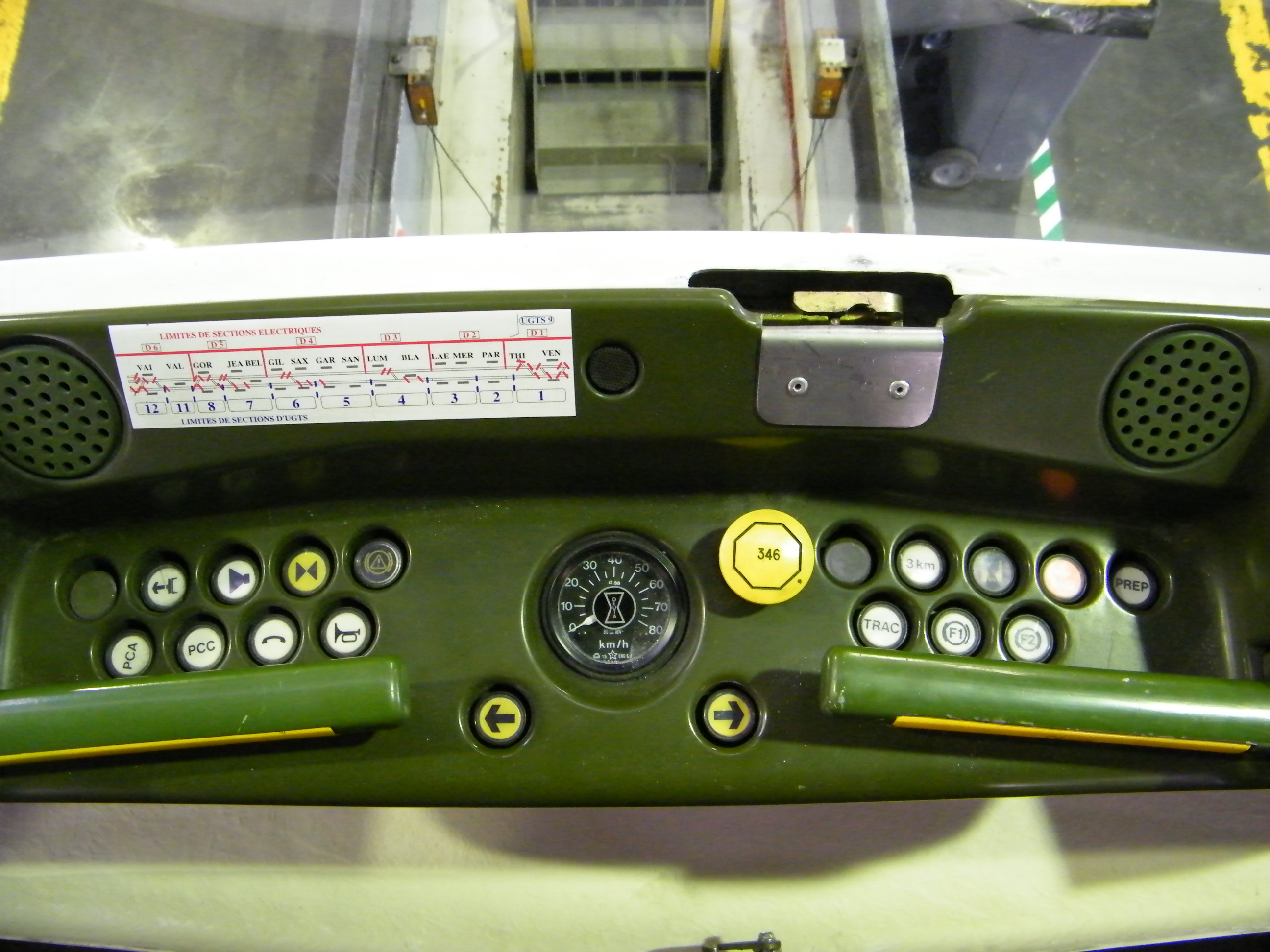
Controlepanneel dat normaal gesproken verborgen is

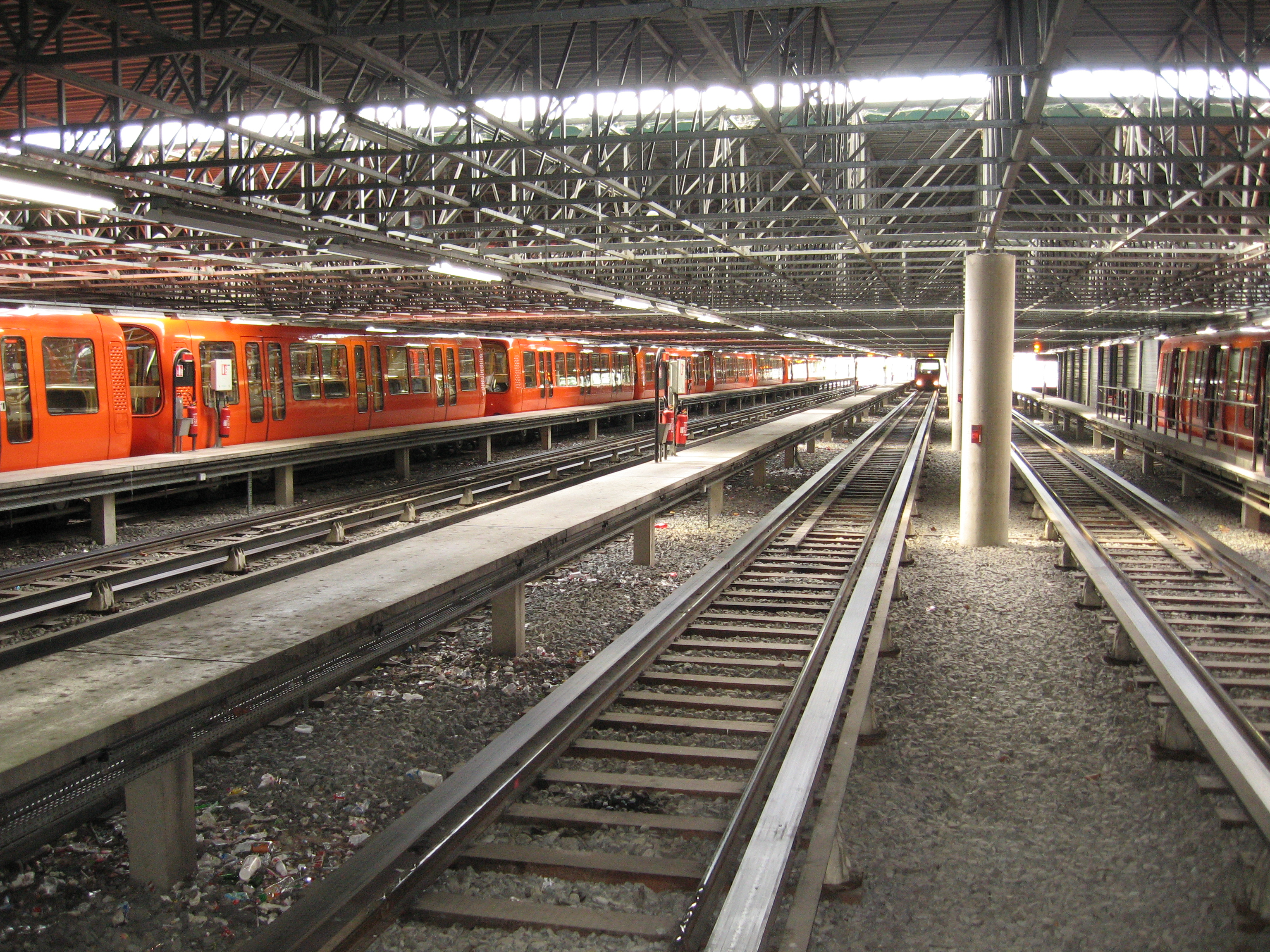
Geparkeerde metrostellen in het atelier Thiolley

De rijtuigen rusten elk op een gemotoriseerd en een niet gemotoriseerd draaiblok. Stroom wordt afgenomen van de derde en vierde rail door twee zijwaartse sleepschoenen op elk van de gemotoriseerde draaiblokken. Deze voorzien het treinstel van 750 volt gelijkstroom. Dit wordt door inverters omgezet in wisselstroom. De motoren hebben een vermogen van elk 260 kW.

### Automatische besturing
MPL 85 was een van de eerste metrostellen op een conventionele lijn ter wereld dat automatisch bestuurd werd. Deze besturing is in gebruik genomen op 31 augustus 1992. Hiervoor werken de metrostellen volgens TORNAD (TOken Ring Network Alsthom Device). Dit systeem bepaalt de snelheid van de metro, al naargelang de maximumsnelheid op een traject en hoe beladen de rijtuigen zijn, en het stoppen en vertrekken. De motoren in beide rijtuigen werken hierbij tegelijkertijd; als de berekening van beide kanten overeenkomen wordt een bepaalde opdracht door de software uitgevoerd. Naast het besturen beheerst dit systeem ook het openen en sluiten van de deuren, de ventilatie en de intercom.
Op de plaats waar anders de bestuurder zou zitten, staan nu bankjes waar reizigers plaats kunnen nemen en voor de metro uit de tunnel in kunnen kijken. Wel zit er op die plaats ook nog een verborgen besturingspaneel zodat de metro in noodgevallen of in het depot handmatig bestuurd kan worden.

### Capaciteit
Tussen 2008 en 2010 zijn alle metrostellen verbouwd om plaats te kunnen bieden aan meer reizigers. Door de snelle groei van het gebruik van het metrosysteem (lijn D in Lyon is tegenwoordig de drukste metrolijn van Frankrijk buiten Parijs) konden de rijtuigen in de oude opzet het aanbod niet meer aan. Tijdens de verbouwing zijn de banken lateraal, dus langs de wanden geplaatst. Er zijn nu minder zitplaatsen (72 per metrostel) maar meer staanplaatsen. In de metrostellen is er plaats voor 291 personen, een toename van zo'n 15% ten opzichte van de situatie voor de verbouwing. De metrostellen zouden eenvoudig gekoppeld kunnen worden om meer reizigers te vervoeren, maar door het beperkte aantal gebeurt dit niet om hoge frequentie van treinen tijdens de spitsuren te kunnen garanderen.

## Exploitatie
TCL beschikt over 36 metrostellen van het type MPL 85 die alle in worden gezet op lijn D en daar al het verkeer van verzorgen. De metrostellen worden geparkeerd en onderhouden in de ateliers de Thiolley, nabij het eindpunt Gare de Vénissieux.